# HMS Illustrious (1896)
O HMS Illustrious foi um couraçado pré-dreadnought operado pela Marinha Real Britânica e a nona e última embarcação da Classe Majestic. Sua construção começou em março de 1895 no Estaleiro Real de Chatham e foi lançado ao mar em setembro do ano seguinte, sendo comissionado na frota britânica em abril de 1898. Era armado com uma bateria principal composta por quatro canhões de 305 milímetros montados em duas torres de artilharia duplas, tinha um deslocamento carregado de mais de dezasseis mil toneladas e alcançava uma velocidade máxima de dezasseis nós.
O Illustrious teve um início de carreira tranquilo e sem grandes incidentes. Serviu primeiro na Frota do Mediterrâneo e assim fez parte da Esquadra Internacional que interveio durante uma revolta em Creta em 1897. Depois disso atuou na Frota do Canal, Frota do Atlântico e Frota Doméstica. A Primeira Guerra Mundial começou em 1914 e o couraçado foi usado como um navio de guarda em vários portos britânicos até o final de 1915, sendo então desarmado e usado como um depósito de munições pelo restante do conflito. Foi descomissionado em abril de 1919 e desmontado.

## Características

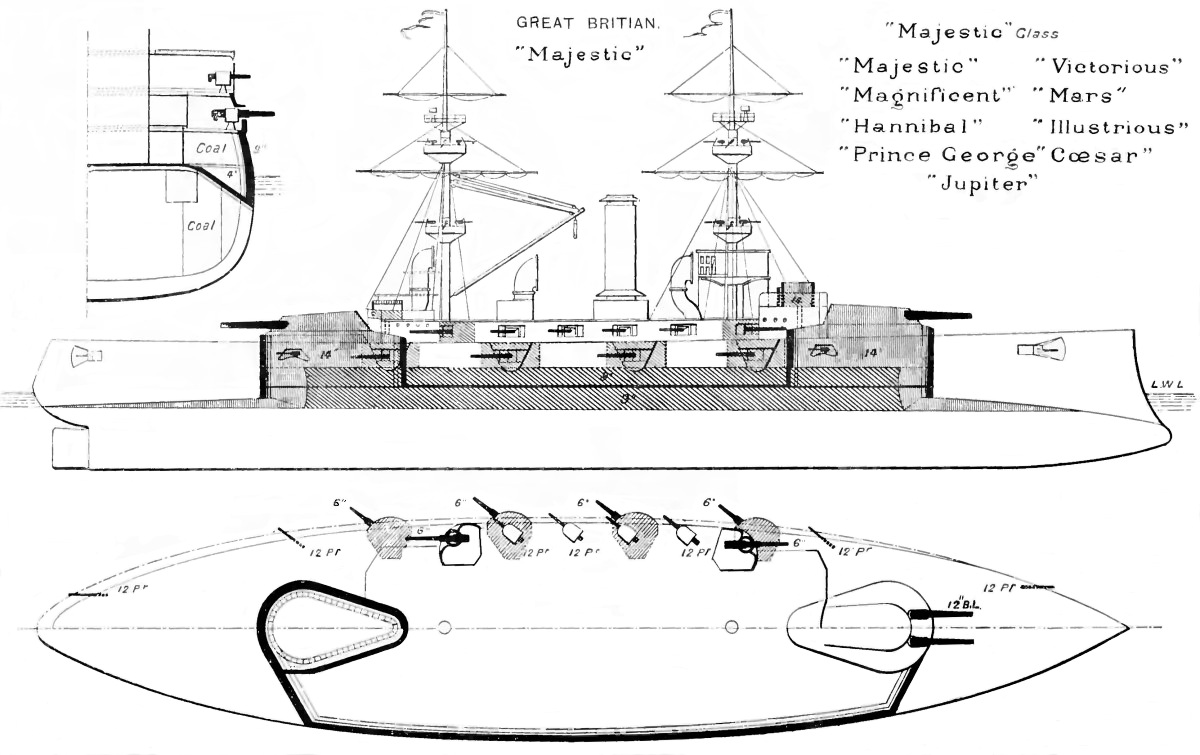
Desenho da Classe Majestic

O Illustrious tinha 128,3 metros de comprimento de fora a fora, boca de 22,8 metros e calado de 8,2 metros. Seu deslocamento carregado de 16 320 toneladas. Seu sistema de propulsão era composto por oito caldeiras de tubos d'água cilíndricas a carvão que alimentavam dois motores de tripla expansão com três cilindros, cada um girando uma hélice. As caldeiras foram substituídas entre 1907 e 1908 por modelos que queimavam óleo combustível. Os motores tinham uma potência indicada de 10,2 mil cavalos-vapor (7,5 mil quilowatts) para uma velocidade máxima de dezesseis nós (trinta quilômetros por hora). A tripulação era formada por 672 oficiais e marinheiros.
O armamento principal consistia em quatro canhões Marco VIII calibre 35 de 305 milímetros montados em duas torres de artilharia, uma à vante e outra à ré da superestrutura. As torres ficavam sobre barbetas em formato circular. O armamento secundário tinha doze canhões calibre 40 de 152 milímetros montados em casamatas em dois conveses à meia-nau. Também tinha dezasseis canhões de 76 milímetros e doze canhões de 47 milímetros para defesa contra barcos torpedeiros. Por fim, foi equipado com cinco tubos de torpedo de 450 milímetros, quatro dos quais ficavam submersos no casco e o último em um lançador no convés. O cinturão principal de blindagem era feito de aço Harvey e tinha 229 milímetros de espessura. As barbetas eram protegidas por 356 milímetros, mesma espessura das laterais da torre de comando. As anteparas tinha de 305 a 356 milímetros, enquanto o convés tinha entre 64 e 102 milímetros.

## Carreira

### Tempos de paz
O batimento de quilha do Illustrious ocorreu em 11 de março de 1895 no Estaleiro Real de Chatham e foi lançado ao mar em 17 de setembro de 1896. Foi comissionado na Frota da Reserva em 15 de abril de 1898 sob o capitão sir Richard Poore, sendo comissionado no serviço ativo em 10 de maio na Frota do Mediterrâneo.

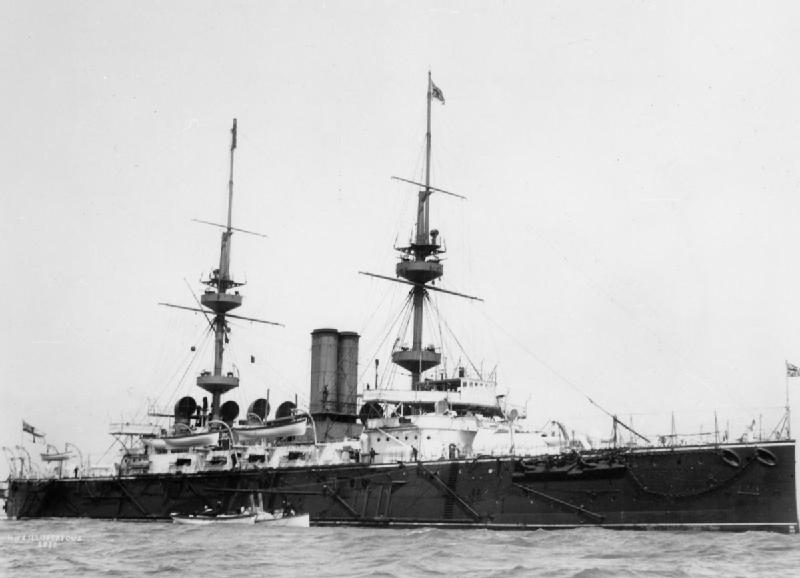
O Illustrious c. 1898

Participou entre setembro e dezembro de 1898 de operações em Creta como parte da Esquadra Internacional, uma força composta por navios austro-húngaros, franceses, alemães, italianos, russos e britânicos que interviram em uma revolta de cristãos gregos contra o domínio do Império Otomano na ilha. A Áustria-Hungria e Alemanha já tinham se retirado da esquadra quando o Illustrious chegou, mas os outros países permaneceram. Os almirantes mais graduados formaram um conselho que governou Creta durante a intervenção, com os almirantes decidindo no início de setembro que os britânicos deveriam tomar a casa aduaneira em Cândia a fim de implementarem um imposto de exportação para financiar a administração da ilha. Isto resultou em uma revolta violenta dos turcos cretenses contra soldados e marinheiros britânicos e cidadãos cristão no dia 6, o que levou à chegada de vários reforços em Cândia. O Illustrious esteve entre os navios que chegaram no local em meados de setembro para ajudar a manter a ordem.
O couraçado passou por manutenção em Malta em 1901, enquanto em julho de 1904 foi transferido para a Frota do Canal. Esta se transformou na Frota do Atlântico em janeiro de 1905 e o Illustrious permaneceu como seu membro até setembro, quando foi passar por manutenção. Estes trabalhos terminaram em 14 de março de 1906 e o navio foi colocado na reserva, porém voltou ao serviço ativo em 3 de abril como capitânia do segundo em comando da nova Frota do Canal. Colidiu com a escuna Christa no Canal da Mancha em 13 de junho. Seu período como capitânia terminou em 1º de junho de 1908 e no dia seguinte foi transferido para a Divisão de Portsmouth da Frota Doméstica. Colidiu com o cruzador protegido HMS Amethyst em 22 de março de 1909, mas não sofreu danos. Outro incidente ocorreu em 21 de agosto, quando danificou o fundo de seu casco ao bater em um recife na Baía de Babbacombe. Passou por manutenção em 1912 e mais tarde no mesmo ano foi transferido para a 3ª Frota, participando de manobras como capitânia da 7ª Esquadra de Batalha.

### Primeira Guerra
A Marinha Real Britânica começou uma mobilização preparatória em julho de 1914. Os couraçados da Classe Majestic eram na época os mais antigos e menos eficazes ainda em serviço. Foi inicialmente planejado que o Illustrious fosse descomissionado e sua tripulação transferida para o novo couraçado HMS Erin, mas em vez disso o navio foi colocado como navio de guarda assim que a Primeira Guerra Mundial começou no mês seguinte. Começou a desempenhar essa função em 23 de agosto em Loch Ewe, sendo transferido para Loch Na Keal em 17 de outubro, para o rio Tyne em novembro e para Grimsby no Humber em dezembro. Permaneceu neste último local até novembro de 1915.
O Illustrious foi descomissionado em 26 de novembro de 1915 e desarmado; dois de seus canhões de 305 milímetros foram reusados como baterias costeiras. O desarme terminou em março de 1916 e o navio serviu em Grimsby até agosto, quando foi enviado para Chatham. Foi comissionado no local em 20 de novembro como um depósito flutuante de munição, sendo enviado para o Tyne quatro dias depois. Foi para Portsmouth em novembro de 1917 e continuou atuando na mesma função. O Illustrious foi descomissionado pela última vez em 21 de abril de 1919 e colocado na lista de descarte em 24 de março de 1920. Foi vendido em 18 de junho e desmontado em Barrow-in-Furness.